# Kriegerdenkmal (Bockenheim)

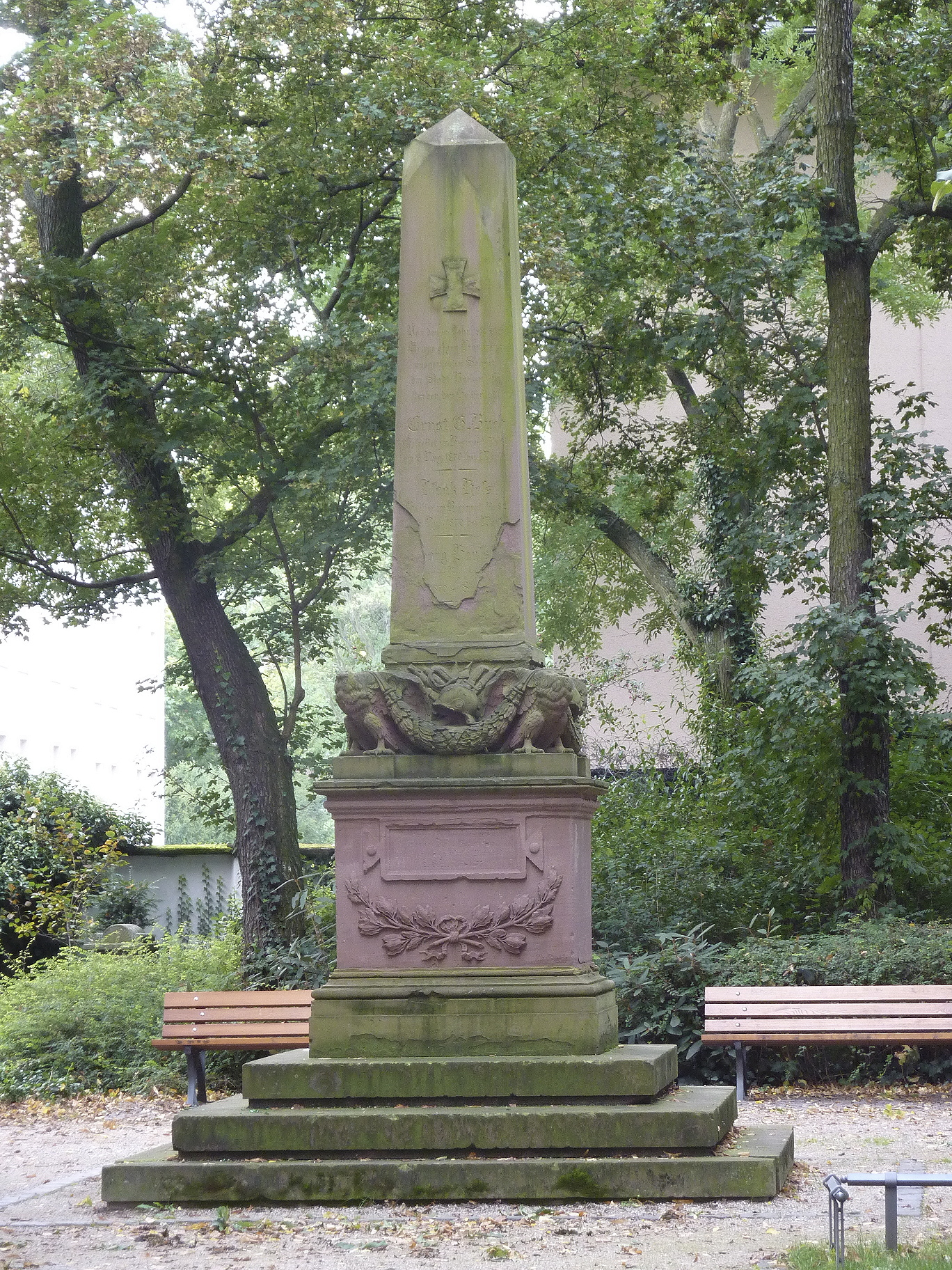
Kriegerdenkmal für drei am 6. August 1870 in Wörth im Elsass getötete Soldaten des Krieges 1870/71

Das Kriegerdenkmal Bockenheim ist ein Ehrenmal (Kriegerdenkmal) in Frankfurt am Main. Es wurde im Jahr 1875 auf dem Alten Friedhof Bockenheim errichtet, damals Hauptbegräbnisstätte der Stadt Bockenheim, im Jahr 1895 eingemeindet als Frankfurt-Bockenheim. Das Denkmal erinnert an drei im Deutsch-Französischen Krieg von 1870/71 gefallene Bockenheimer Bürger.

## Beschaffenheit
Der Steinmetz Ph. Bach erstellte in der damals noch selbstständigen Stadt Bockenheim im Auftrag des Kriegervereins Bockenheim ein Kriegerehrenmal in Form eines Obelisken aus Rotem Mainsandstein auf einem Postament mit einem skulptierten Mittelteil, dessen Einzelteile im Laufe der Zeit vielfach beschädigt beziehungsweise zerstört wurden. Nur teilweise erhalten hat sich die nachstehend zitierte Inschrift des Kriegerdenkmales:

Von den im Jahr 1870 zum Kriege gegen Frankreich ausgerückten Söhnen der Stadt Bockenheim starben den Heldentod:

Ernst G. Buch  Gefreiter im Regiment Nº 87.  am 6. Aug: 1870 bei Wörth.

Isaak Heß  Füsilier im Regiment Nº 82.  am 6. Aug: 1870 bei Wörth.

[Ge]org Heuß[…]  […]ier im Regime[nt] […] 1870 zu Su[…]

Zum ehrenden Andenken gewidmet von der Stadt Bockenheim und den zurückgekehrten Kameraden.

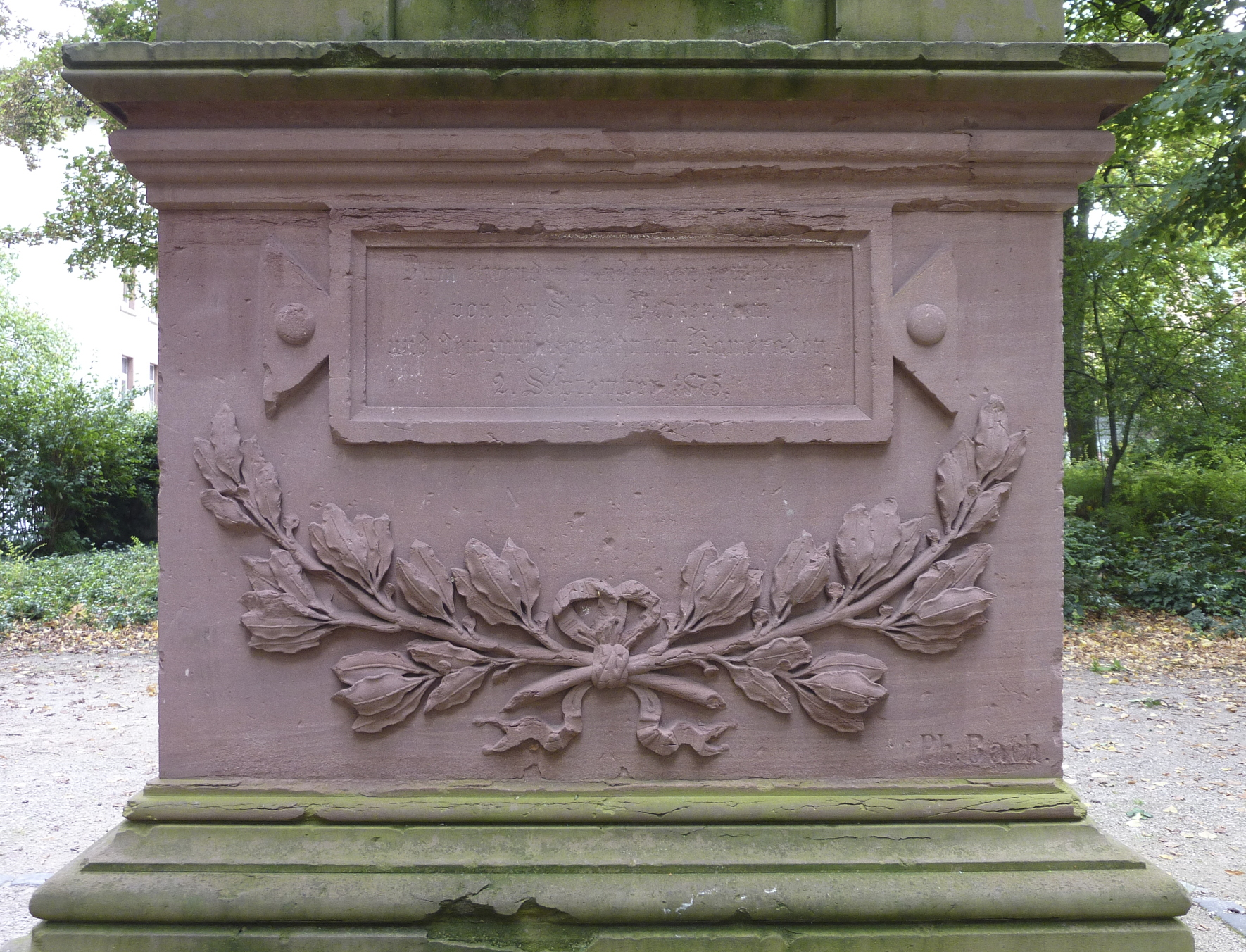
Stark verwitterte Inschrift am Sockel des Denkmals

2. September 1875.

## Bedeutung
Die drei genannten Soldaten waren Angehörige des 1. Nassauischen Infanterie-Regimentes Nr. 87, stationiert in Mainz und des Regiments Nr. 82. Ersteres bildete gemeinsam mit dem 2. Nassauischen Infanterie-Regiment Nr. 88 die 41. Infanterie-Brigade in der Bundesfestung Mainz. Sie starben am dritten Tag des Deutsch-Französischen Krieges von 1870/71 bei Gefechten in Wœrth im Elsass gegen die Truppen von Marschall Patrice de Mac-Mahon. An diesem Krieg hatten etwa 150 Bockenheimer Bürger teilgenommen und gekämpft. Die Errichtung und Einweihung des Kriegerdenkmals am 2. September 1875, dem Sedantag, war eine öffentliche Demonstration des kaisertreuen Bürgertums. Sie galt der Befürwortung der 1871 erfolgten Reichsgründung, mit der für Bockenheim auch ein industrieller Aufschwung verbunden war.

## Kriegerdenkmäler der Umgebung
Zeitgleich oder zeitnah mit der Einweihung des Kriegerehrenmales in Bockenheim wurden weitere Denkmäler in den umliegenden Orten eingeweiht::
- 1874: Kriegerdenkmal 1870/71 in Frankfurt-Nordend
- 1875: Kriegerdenkmal 1870/71 in Frankfurt-Heddernheim
- 1875: Kriegerdenkmal 1870/71 in Frankfurt-Sindlingen
- 1875: Kriegerdenkmal 1870/71 in Frankfurt-Sachsenhausen
- 1878: Kriegerdenkmal 1870/71 in Frankfurt Peterskirche
- 1895: Kriegerdenkmal 1870/71 in Frankfurt-Nied